# Eugène Cordonnier
Eugène Louis Auguste Cordonnier (ur. 16 listopada 1892 w Loos, zm. 3 stycznia 1967 w Bondy) – francuski gimnastyk, dwukrotny medalista olimpijski.
W 1920 r. reprezentował barwy Francji na letnich igrzyskach olimpijskich w Antwerpii, zdobywając brązowy medal w wieloboju drużynowym. Podczas kolejnych igrzysk (Paryż 1924) zdobył srebrny medal, również w wieloboju drużynowym. Startował również w konkurencjach indywidualnych, najlepszy wynik (8. miejsce) osiągając w skoku przez konia (w końcowej klasyfikacji wieloboju indywidualnego zajął 21. miejsce).